# Campeonato Mundial de Gimnasia Artística de 1909
El IV Campeonato Mundial de Gimnasia Artística se celebró en la Ciudad de Luxemburgo (Luxemburgo) entre el 1 y el 2 de agosto de 1909 bajo la organización de la Federación Internacional de Gimnasia (FIG).

## Resultados

### Masculino
| Evento                 | Oro                                               | Plata                                                                   | Bronce                                                                         |
| ---------------------- | ------------------------------------------------- | ----------------------------------------------------------------------- | ------------------------------------------------------------------------------ |
| Concurso completo ind. | Marco Torrès Francia 163,250 pts.                 | Josef Čada Bohemia 159,500 pts.                                         | Armand Coidelle Francia 158,750 pts.                                           |
| Anillas                | Marco Torrès Francia Giorgio Romano Italia 23,750 |                                                                         | Giorgio Zampori Italia Angelo Mazzoncini Italia František Erben Bohemia 23,250 |
| Paralelas              | Josef Martinez Francia 24,000                     | Marco Torrès Francia Auguste Castille Francia Josef Čada Bohemia 23,570 |                                                                                |
| Barra fija             | Josef Martinez Francia 24,000                     | František Erben Bohemia K. Fuchs Bohemia Josef Čada Bohemia 23,750      |                                                                                |
| Concurso por equipos   | Francia 950,500                                   | Bohemia 940,500                                                         | Italia 924,250                                                                 |

## Medallero
| Núm. | País    | Oro | Plata | Bronce | Total |
| ---- | ------- | --- | ----- | ------ | ----- |
| 1    | Francia | 5   | 2     | 1      | 8     |
| 2    | Italia  | 1   | 0     | 3      | 4     |
| 3    | Bohemia | 0   | 6     | 1      | 7     |
|      | TOTAL   | 6   | 8     | 5      | 19    |

1. 1 2 3 4 5 6 7 8  Medallistas originarios de la provincia de Bohemia del Imperio Austrohúngaro; la FIG reconoció posteriormente las medallas como propias de Checoslovaquia.